# 1997 NBA Draft
1997 NBA Draft – National Basketball Association Draft, który odbył się 25 czerwca 1997 w Charlotte.

## Legenda
Pogrubiona czcionka – wybór do All-NBA Team.
|  | – występ w NBA All-Star Game. |

Gwiazdka (*) – członkowie Basketball Hall of Fame.

## Runda pierwsza
| Nr | Zawodnik               | Narodowość                           | Drużyna NBA                                  | College/Drużyna                   |
| -- | ---------------------- | ------------------------------------ | -------------------------------------------- | --------------------------------- |
| 1  | Tim Duncan (F/C)       | Wyspy Dziewicze Stanów Zjednoczonych | San Antonio Spurs                            | Wake Forest University            |
| 2  | Keith Van Horn (PF)    | Stany Zjednoczone                    | Philadelphia 76ers                           | University of Utah                |
| 3  | Chauncey Billups (PG)  | Stany Zjednoczone                    | Boston Celtics                               | University of Colorado            |
| 4  | Antonio Daniels (PG)   | Stany Zjednoczone                    | Vancouver Grizzlies                          | Bowling Green University          |
| 5  | Tony Battie (C/PF)     | Stany Zjednoczone                    | Denver Nuggets                               | Texas Tech University             |
| 6  | Ron Mercer (SF)        | Stany Zjednoczone                    | Boston Celtics                               | University of Kentucky            |
| 7  | Tim Thomas (SF)        | Stany Zjednoczone                    | New Jersey Nets                              | Villanova University              |
| 8  | Adonal Foyle (C)       | Saint Vincent i Grenadyny            | Golden State Warriors                        | Colgate University                |
| 9  | Tracy McGrady* (G/F)   | Stany Zjednoczone                    | Toronto Raptors                              | Mt. Zion Christian Academy        |
| 10 | Danny Fortson (PF)     | Stany Zjednoczone                    | Milwaukee Bucks                              | University of Cincinnati          |
| 11 | Tariq Abdul-Wahad (SF) | Francja                              | Sacramento Kings                             | San José State University         |
| 12 | Austin Croshere (F)    | Stany Zjednoczone                    | Indiana Pacers                               | Providence University             |
| 13 | Derek Anderson (SG)    | Stany Zjednoczone                    | Cleveland Cavaliers                          | University of Kentucky            |
| 14 | Maurice Taylor (PF)    | Stany Zjednoczone                    | Los Angeles Clippers                         | University of Michigan            |
| 15 | Kelvin Cato (C)        | Stany Zjednoczone                    | Dallas Mavericks (z Minnesota Timberwolves)  | Iowa State University             |
| 16 | Brevin Knight (PG)     | Stany Zjednoczone                    | Cleveland Cavaliers (z Phoenix Suns)         | Stanford University               |
| 17 | Johnny Taylor (F)      | Stany Zjednoczone                    | Orlando Magic                                | University of Tennessee           |
| 18 | Chris Anstey (F)       | Australia                            | Dallas Mavericks (y Portland Trail Blazers)  | South East Melbourne Magic        |
| 19 | Scot Pollard (C)       | Stany Zjednoczone                    | Detroit Pistons                              | University of Kansas              |
| 20 | Paul Grant (C)         | Stany Zjednoczone                    | Minnesota Timberwolves (z Charlotte Hornets) | University of Wisconsin           |
| 21 | Anthony Parker (SG)    | Stany Zjednoczone                    | New Jersey Nets (z Los Angeles Lakers)       | Bradley University                |
| 22 | Ed Gray (G)            | Stany Zjednoczone                    | Atlanta Hawks                                | University of California          |
| 23 | Bobby Jackson (G)      | Stany Zjednoczone                    | Seattle SuperSonics                          | University of Minnesota           |
| 24 | Rodrick Rhodes (G)     | Stany Zjednoczone                    | Houston Rockets                              | University of Southern California |
| 25 | John Thomas (C)        | Stany Zjednoczone                    | New York Knicks                              | University of Minnesota           |
| 26 | Charles Smith (G)      | Stany Zjednoczone                    | Miami Heat                                   | University of New Mexico          |
| 27 | Jacque Vaughn (G)      | Stany Zjednoczone                    | Utah Jazz                                    | University of Kansas              |
| 28 | Keith Booth (F)        | Stany Zjednoczone                    | Chicago Bulls                                | University of Maryland            |